# さよならを教えて (テレビドラマ)
『さよならを教えて』（さよならをおしえて）は、1983年10月5日から1983年12月28日まで、毎日放送制作・TBS系列にて放映されたテレビドラマ。
放送時間は毎週水曜日22:00～22:54。全13話。

## 概要・内容
婦人雑誌の大手で老舗の「主婦倶楽部」社は新たな雑誌「せらび」を立ち上げ、他社との新雑誌争いに加わることになった。「せらび」編集長にはインタビュアーとして注目を集めていた若杉玲以子が常務の矢沢によって抜擢された。しかしベテラン編集者の吉村徹は、これに不可解な態度を見せたが、かつて交際していた玲以子と徹はこれがきっかけで10年ぶりに再会する。徹に恋心を抱き、玲以子にライバル心を持つ編集部員・菅野麻里らも絡み、新雑誌編集部を舞台に展開する愛情ドラマ。

## 出演
- 吉村徹：古谷一行
- 若杉玲以子：小川知子
- 菅野麻里：古手川祐子
- 矢沢征二：天田俊明
- 佳那晃子
- 秋田なるみ：安田成美
- 大塚：蟹江敬三
- 昭和：熊倉一雄
- 潮哲也
- 亮：四禮正明
- つね：塩沢とき
- 若杉博：林ゆたか
- 早川純一
- 大川直子
- いもとえりこ
- 榎本ちえ子
- 木内マキ
- 水島かおり
- 岡本美久
- 園みどり（現・未來貴子）
- 若杉優子（玲以子の娘）：工藤あかね
- 所ジョージ
- おぼん（おぼん・こぼん）
- こぼん（おぼん・こぼん）
- 沙織：藤田佳の実
- 劇団いろは
- TBS緑山塾
- エンゼルプロ

## スタッフ
- 企画：飯島敏宏[3]
- プロデューサー：阿部祐三、山田尚
- 脚本：鹿水晶子[3]、椋露地桂子
- 演出：飯島敏宏、森田光則、松本健
- 演出補：赤羽博 ほか
- 制作担当：大谷弘
- 音楽：渡辺博也[3]
- 技術：太田博
- カメラ：志村泰史
- 照明：倉本輝彦
- 美術：石田道昭
- 美術制作：池田幸雄
- 制作：木下プロダクション、毎日放送

## 主題歌
- エア・サプライ『渚の誓い』[3]

## 挿入歌
- 麻倉未稀『黄昏ダンシング』（作詞：竜真知子　作曲：渡辺博也）

## サブタイトル
| 話数 | 放送日        | サブタイトル               | 脚本       | 演出     |
| ---- | ------------- | -------------------------- | ---------- | -------- |
| 1    | 1983年10月5日 | 愛は遊びと男は思った       | 鹿水晶子   | 飯島敏宏 |
| 2    | 10月12日      | 愛・あなたがしてくれたこと | 鹿水晶子   | 森田光則 |
| 3    | 10月19日      | 男が見えてくる             | 鹿水晶子   | 松本健   |
| 4    | 10月26日      | 冷めないうちに             | 鹿水晶子   | 飯島敏宏 |
| 5    | 11月2日       | アメリカ映画みたいに       | 鹿水晶子   | 森田光則 |
| 6    | 11月9日       | 情事のシルエット           | 椋露地桂子 | 森田光則 |
| 7    | 11月16日      | 北風に襟を広げて           | 鹿水晶子   | 松本健   |
| 8    | 11月23日      | 女どき男ドキ!              | 鹿水晶子   | 松本健   |
| 9    | 11月30日      | 禁じられた出逢い           | 椋露地桂子 | 森田光則 |
| 10   | 12月7日       | おんな旅安曇野行           | 鹿水晶子   | 松本健   |
| 11   | 12月14日      | 女が炎に変わる時           | 鹿水晶子   | 森田光則 |
| 12   | 12月21日      | 揺れて流れて               | 鹿水晶子   | 松本健   |
| 13   | 12月28日      | 翔びたつ女たち             | 鹿水晶子   | 飯島敏宏 |